# Seyda
Seyda is een plaats en voormalige gemeente in de Duitse deelstaat Saksen-Anhalt, en maakt deel uit van de Landkreis Wittenberg.
Seyda telt 1.100 inwoners (2004).